# Calar Alto
Le Calar Alto est le point culminant de la sierra de los Filabres, principal massif montagneux de la province d'Almería, en Andalousie. Son altitude est de 2 168 m.
Il abrite l’observatoire de Calar Alto.